# Shocking Truth
Shocking Truth (Szokująca Prawda) – szwedzki film dokumentalny z 2000 roku o kulisach seksbiznesu w reżyserii Alexy Wolf.
Reżyserka, która niegdyś sama była aktorką w filmach pornograficznych, ukazała nieznane szerzej kulisy przemysłu pornograficznego. Film przedstawia wywiady z aktorkami, modelami, producentami i innymi osobami związanymi z produkcją pornografii. Wolf przeprowadza wywiad z jednym z największych szwedzkich producentów pornografii Svenem Erikiem Olsenem.
Bohaterzy opowiadają o sobie o instrumentalnym traktowaniu, poniżaniu i stosowaniu wielokrotnych gwałtów, „zabijaniu uczuć” i krzywieniu w nich psychiki. Olsen dodaje, że mężczyźni mają być pozbawieni uczuć i wrażliwości względem kobiet.
Dokument ten wstrząsnął Szwecją. Po jego emisji szwedzki parlament rozpoczął debatę na temat pornografii. Ówczesna minister kultury Marita Ulvskog rozważała możliwość całkowitego zakazu emitowania filmów pornograficznych min. przez wszystkie telewizje komercyjne. Projekt całkowitego zakazu pornografii, we wszystkich mediach, został jednak odrzucony przez parlament szwedzki.